# Bładnice
Bładnice (deutsch Bladnitz), eigentlich Bładnice Dolne (deutsch Nieder Bladnitz) und Bładnice Górne (deutsch Ober Bladnitz), sind zwei Ortschaften mit gemeinsamem Schulzenamt der Gemeinde Skoczów im Powiat Cieszyński der Woiwodschaft Schlesien in Polen. Der Ort liegt in der historischen Landschaft Teschener Schlesien (polnisch Śląsk Cieszyński).

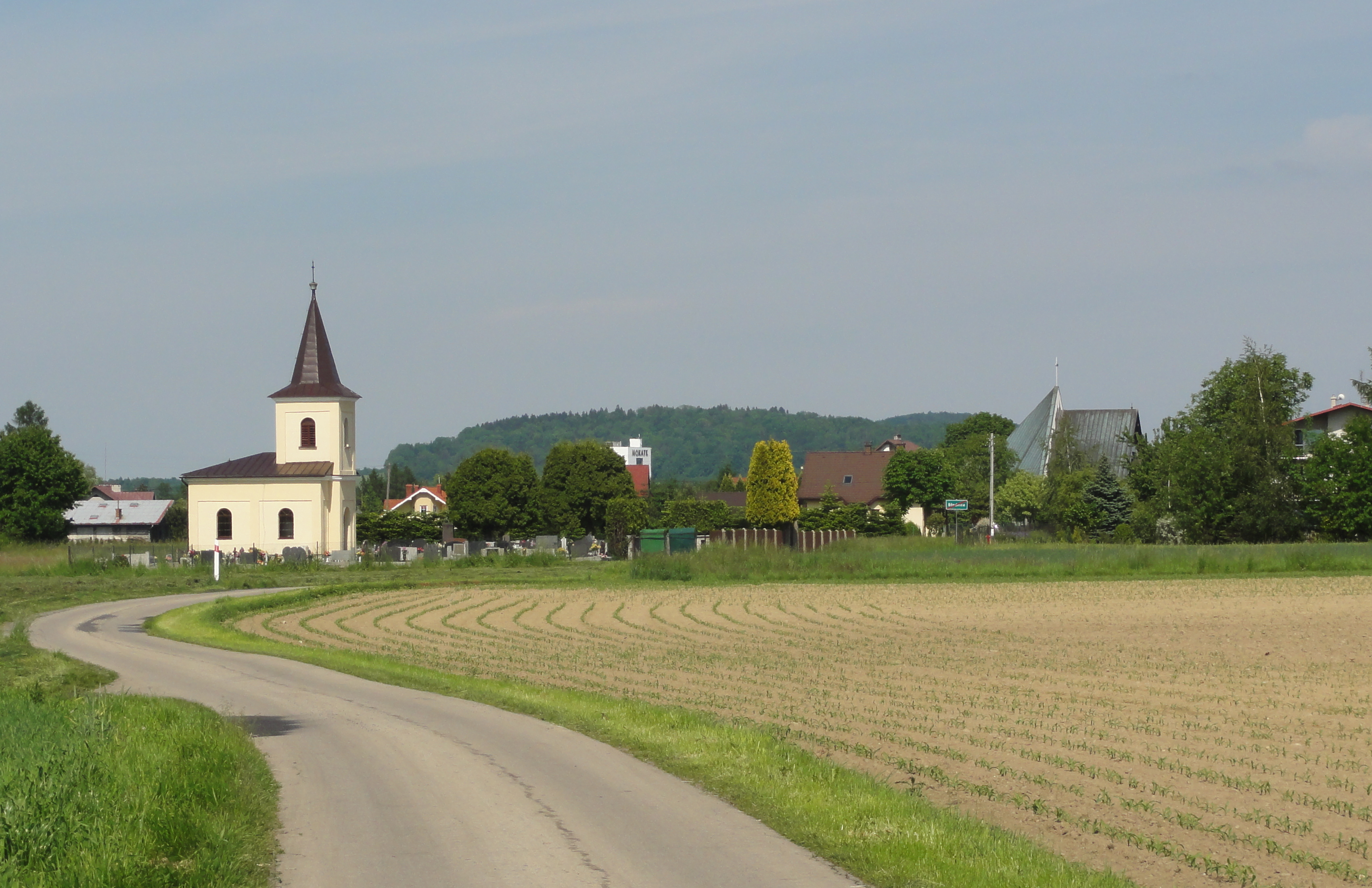
Blick auf Bładnice

## Geographie
Bładnice liegt im Schlesischen Vorgebirge (Pogórze Śląskie), am linken Weichsel-Zufluss Bładnica etwa 20 km westlich von Bielsko-Biała und 60 km südlich von Katowice im Powiat (Kreis) Cieszyn.
Die Dörfer haben eine Fläche von 291 ha.
Nachbarorte sind Międzyświeć und die Stadt Skoczów im Norden, Harbutowice im Nordosten, die Stadt Ustroń im Südosten, Kozakowice Dolne im Südwesten, Kisielów und Godziszów im Westen.

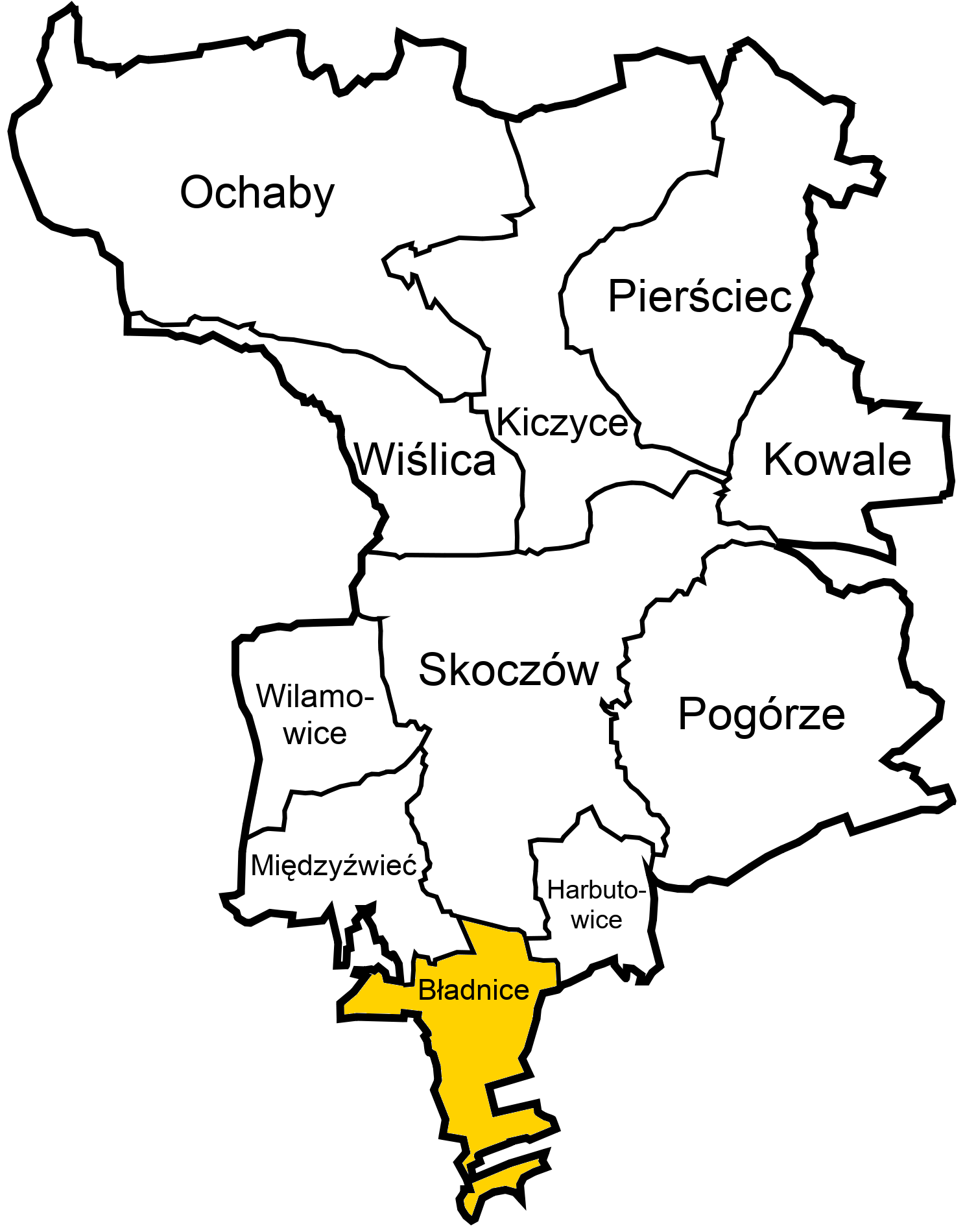
Bładnice in der Gemeinde Skoczów (gelb)
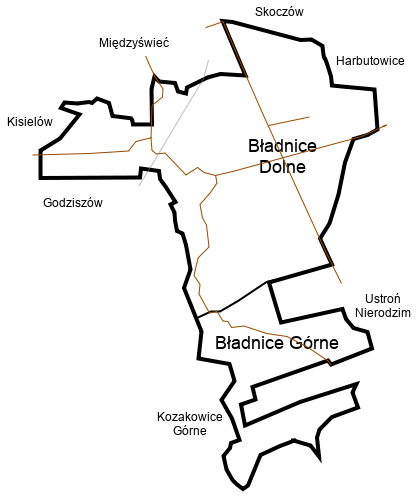
Karte von Bładnice

## Geschichte
Der Ort wurde im Jahr 1416 erstmals urkundlich erwähnt. Der Name stammt aus dem Bach Bładnica, dessen Namen stammt aus dem Adjektiv błotny, auf Deutsch schlammig.
Politisch gehörte das Dorf ursprünglich zum Herzogtum Teschen, der Lehnsherrschaft des Königreichs Böhmen, und seit 1526 gehörte es zur Habsburgermonarchie.
Das Dorf wurde im 17. Jahrhundert in zwei Teile abgeteilt (später Bładnice Dolne und Bładnice Górne). Bładnice Górne wurde von Nierodzim absorbiert.
Nach der Aufhebung der Patrimonialherrschaften bildete Bładnice Dolne (Bładnice Górne war in der Gemeinde Nierodzim) ab 1850 eine Gemeinde in Österreichisch-Schlesien, Bezirk Bielitz und Gerichtsbezirk Skotschau. In den Jahren 1880–1910 hatte das Dorf etwa 210 Einwohner, alle waren polnischsprachig. Im Jahre 1910 waren 70,1 % evangelisch, 29,9 % römisch-katholisch. Bładnice Górne hatte im Jahr 1910 87 Einwohner, polnischsprachige (100 %), 65,5 % evangelisch, 34,5 % römisch-katholisch.
1920 nach dem Zusammenbruch der k.u.k. Monarchie und dem Ende des Polnisch-Tschechoslowakischen Grenzkriegs kam Bładnice zu Polen. Unterbrochen wurde dies nur durch die Besetzung Polens durch die Wehrmacht im Zweiten Weltkrieg.
Von 1975 bis 1998 gehörte Bładnice zur Woiwodschaft Bielsko-Biała.

## Religion
Die evangelische Pfarrei (errichtet im Jahr 1990) gehört zur Diözese Cieszyn.

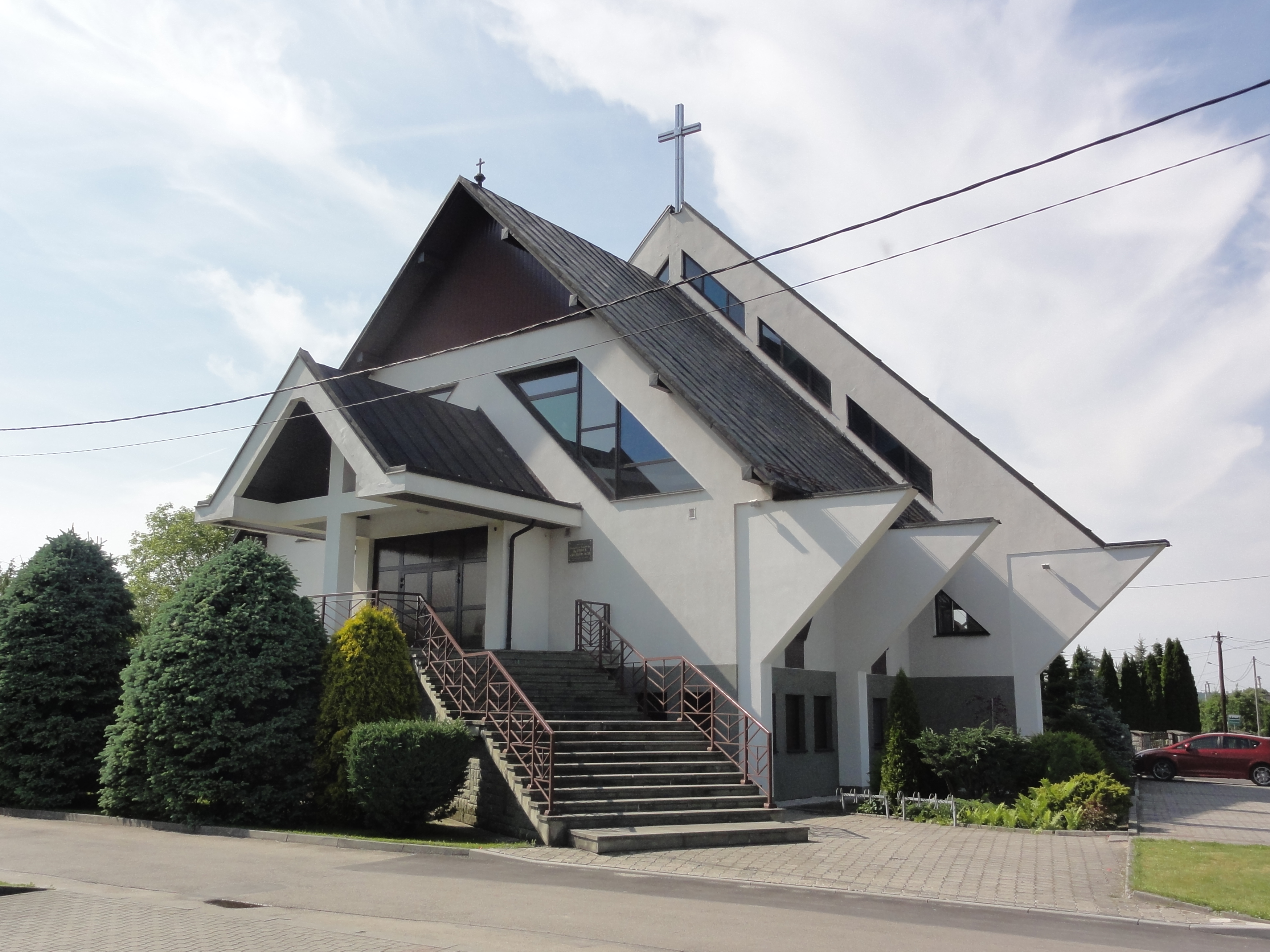
Evangelische Kirche